# Vecteur de distances
 (novembre 2015).
Si vous disposez d'ouvrages ou d'articles de référence ou si vous connaissez des sites web de qualité traitant du thème abordé ici, merci de compléter l'article en donnant les références utiles à sa vérifiabilité et en les liant à la section « Notes et références ».

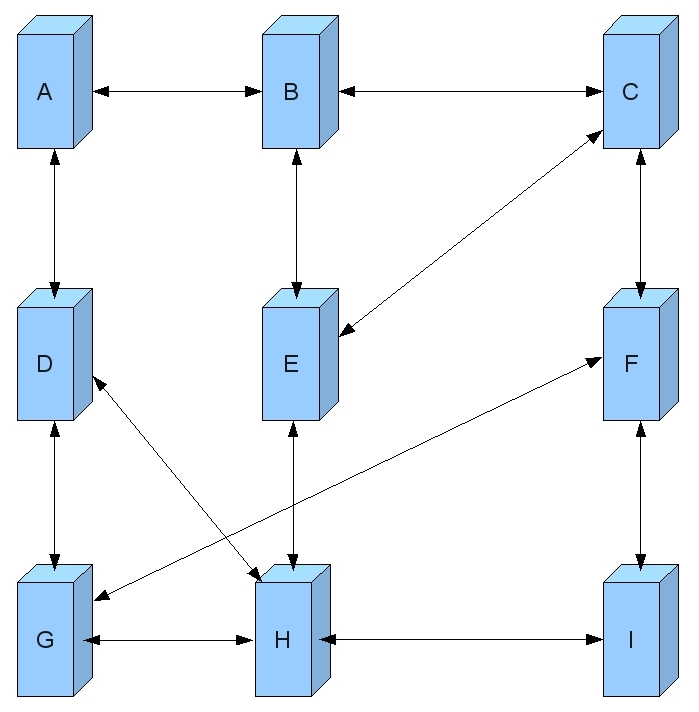
Routeurs.

Les protocoles de routage à vecteur de distances (distance vector) sont des protocoles permettant de construire des tables de routages où aucun routeur ne possède la vision globale du réseau, la diffusion des routes se faisant de proche en proche. Le  terme « vecteur de distances » vient du fait que le protocole manipule des vecteurs (des tableaux) de distances vers les autres nœuds du réseau. La « distance » en question est le nombre de sauts (hops) permettant d'atteindre les routeurs voisins.
Les protocoles à vecteur de distances s'appuient sur l'algorithme de Ford-Bellman.

## Exemples
On trouve dans cette catégorie RIP, IGRP et son successeur EIGRP (propriétaires Cisco), et Babel.

## Alternatives
À l'inverse, les protocoles dits à états de lien comme OSPF et IS-IS s'appuient sur l'algorithme de Dijkstra et chaque routeur connait l'entièreté de la topologie du réseau.
Le protocole BGP est quant à lui un protocole à vecteur de chemins (path vector), une variante des protocoles à vecteur de distances, où ce sont des tableaux de chemins qui sont échangés.